# ギンヨウセンネンボク
ギンヨウセンネンボク（銀葉千年木、学名：Dracaena sanderiana）は、スズラン亜科ドラセナ属の常緑低木。種小名のサンデリアーナで呼ばれることもある。観葉植物として栽培され、特に頂部以外の葉を落として竹のような外見に仕立てたものは、ミリオンバンブー・ラッキーバンブー・万年竹・富貴竹などの商品名で販売される。

## 分布
カメルーン原産。ヨーロッパには1892年にベルリン植物園に送られ紹介された。日本には戦前に持ち込まれ、1935年頃には温室で栽培されていたが、本格的な普及は戦後のことである。現在はミニ観葉植物や寄せ植えの小鉢物として広く栽培されている。

## 特徴

### 形態

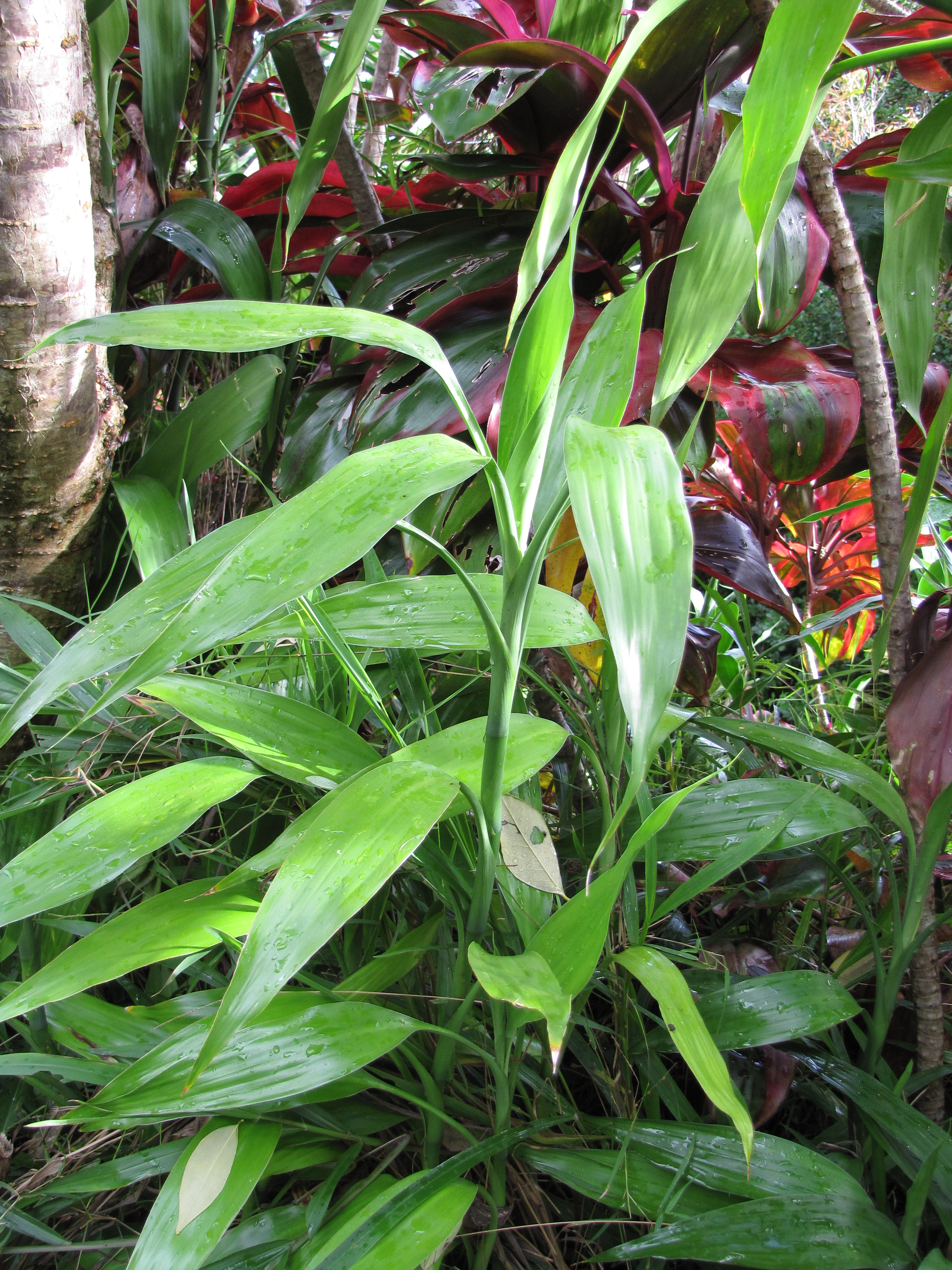
自然生長した本来の姿

高さ1～2m。茎は単幹で直立し、葉は長さ10～20cm・幅2～3cmの先端の尖った長披針形でドラセナの中では短い。葉の基部は茎を抱き、葉の縁は波打ってやや下方に湾曲し、緑地の葉の縁に白～黄白色の縞が入る（白覆輪）。日光を好み、乾燥や低温にもよく耐えるが、冬期は5～8℃以上に保つことが望ましい。繁殖は頂芽を10cmほど切り取り、挿し木で行うことができる。
種小名sanderianaはドイツのラン研究家ヘンリー・フレデリック・コンラッド・サンダーの夫人に因む。

### 園芸品種
複数の園芸品種が存在する。
- ビレスケンス - 縁に淡緑色の縞がわずかに残る以外、ほとんど縞が消失している[6]。
- ボリンクエンシス - プエルトリコで発見された枝変わり種。葉の中央は黄緑色で外側に2本の白縦縞が入り、縁は濃緑色[2][6]。
- マーガレット・バークリー - プエルトリコで発見された枝変わり種。葉は濃緑色で中央にクリーム色の縦縞が入り、縁は半透明になる[2][6]。
- ゴールデン - 葉色の緑は薄く、縁に太く明るい黄色の縞が入る[5]。

## 商品栽培
一定以上の気温を保った室内であればハイドロカルチャーでも容易に発根する丈夫な植物であり、多くは30cm内外の小型ドラセナとして仕立てられる。特に、頂部以外の葉を取り除き竹のような外見に仕立てたものは、「ラッキーバンブー」（英名）「ミリオンバンブー」「万年竹」等の商品名で流通し、中国や台湾でも「富貴竹」と呼ばれ縁起物として販売される。無論、外見のみを見立てたものでタケ亜科の仲間ではない。
頑丈な性質で変形にも耐えるため、らせん状やハート形、塔型の寄せ植え等、様々な形状に加工されて（下掲ギャラリー参照）販売されている。

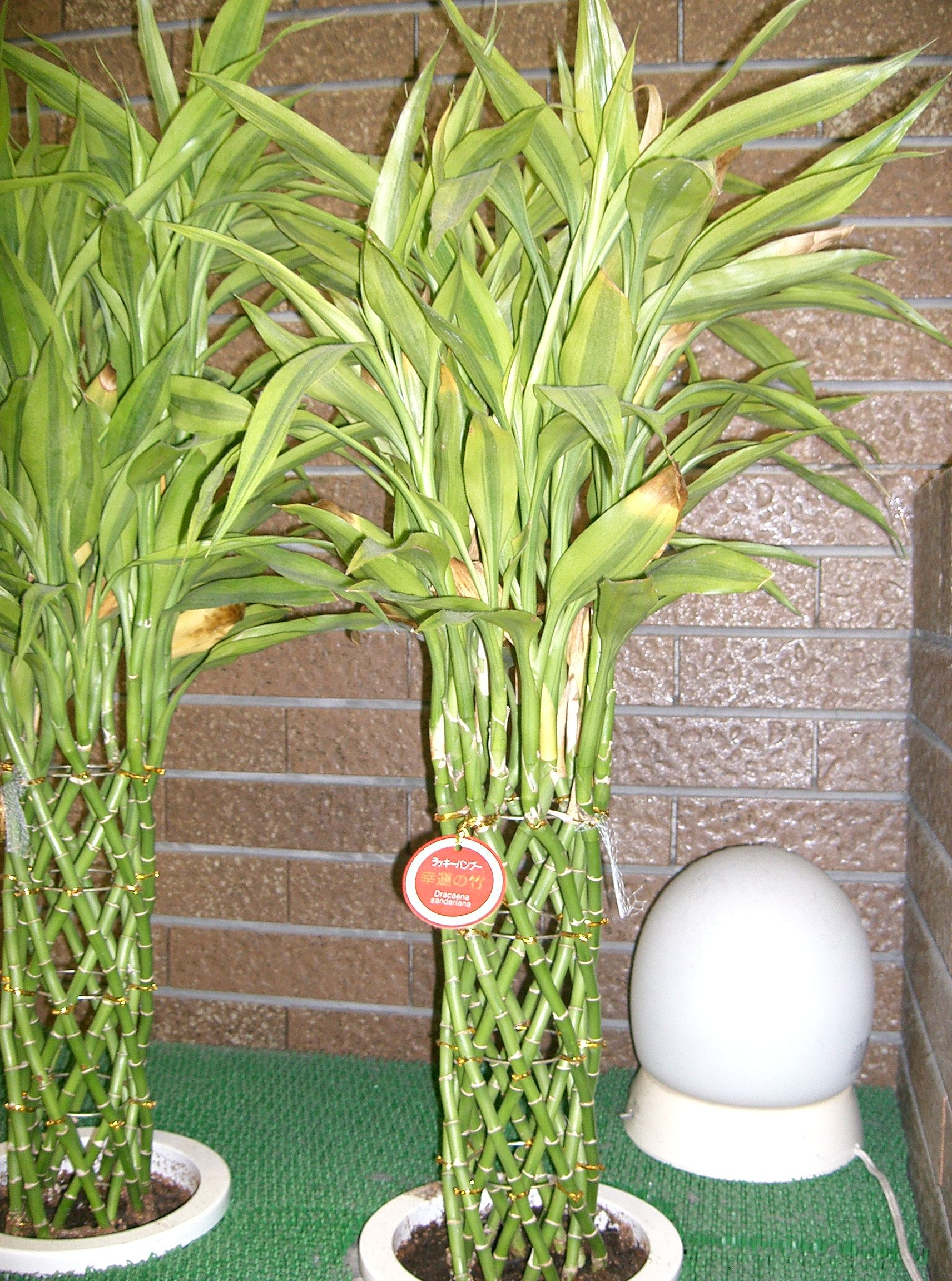
「ラッキーバンブー 幸運の竹」の商品タグが付された鉢
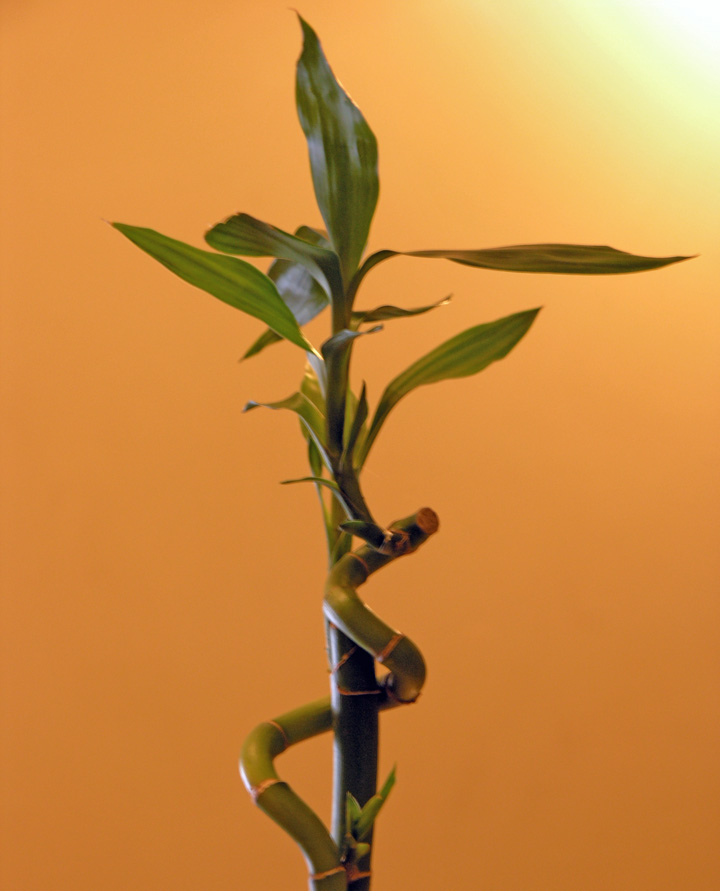
直立とらせん形の2本の寄せ植え
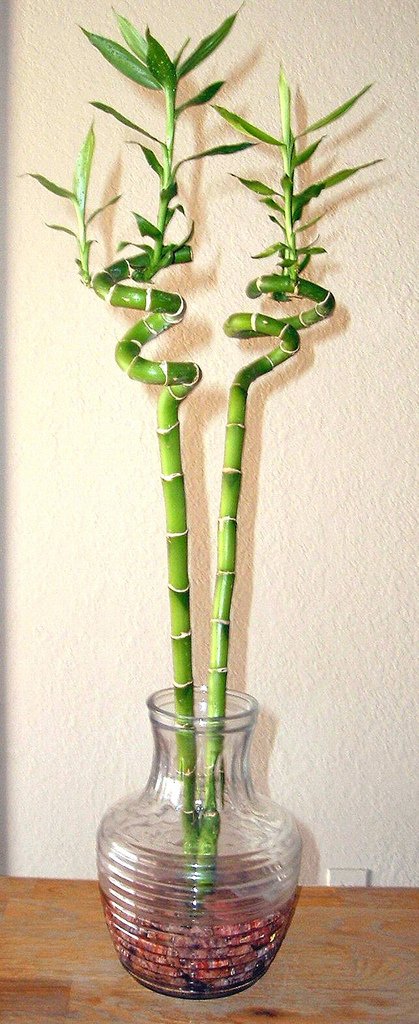
らせん形
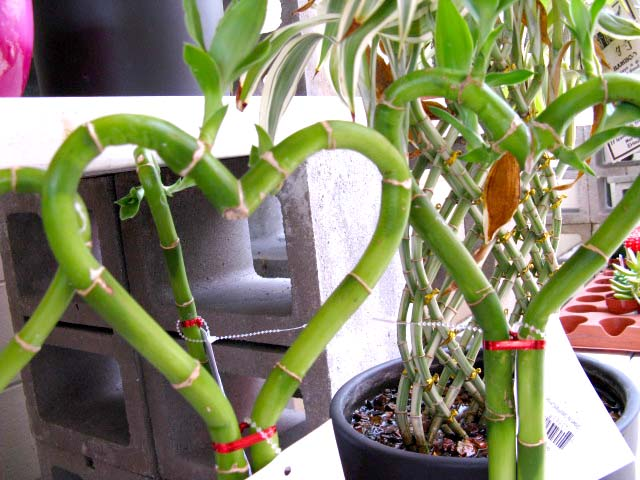
ハート形
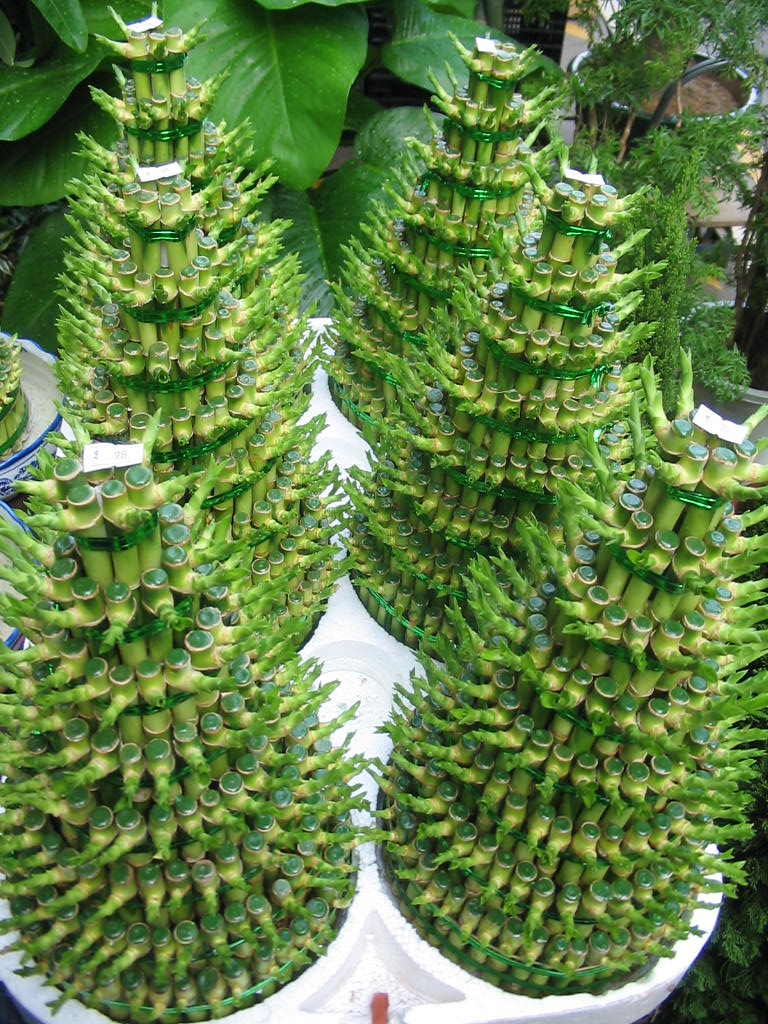
塔形